# Nepenthes ramispina
Nepenthes ramispina este o specie de plante carnivore din genul Nepenthes, familia Nepenthaceae, ordinul Caryophyllales, descrisă de Henry Nicholas Ridley. Conform Catalogue of Life specia Nepenthes ramispina nu are subspecii cunoscute.

## Galerie de imagini

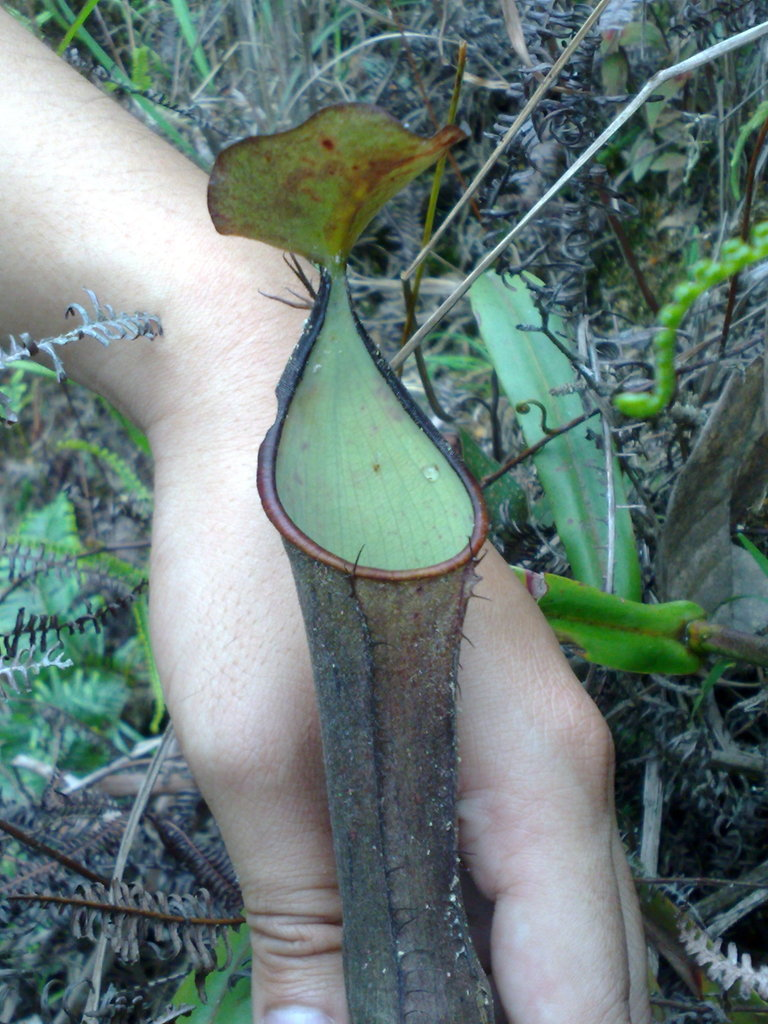
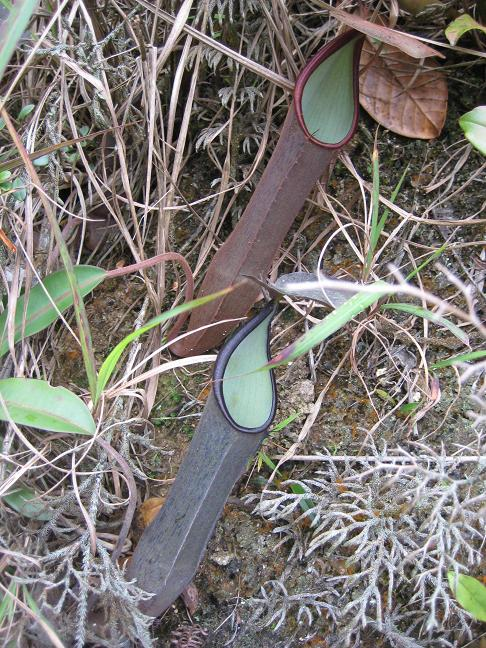
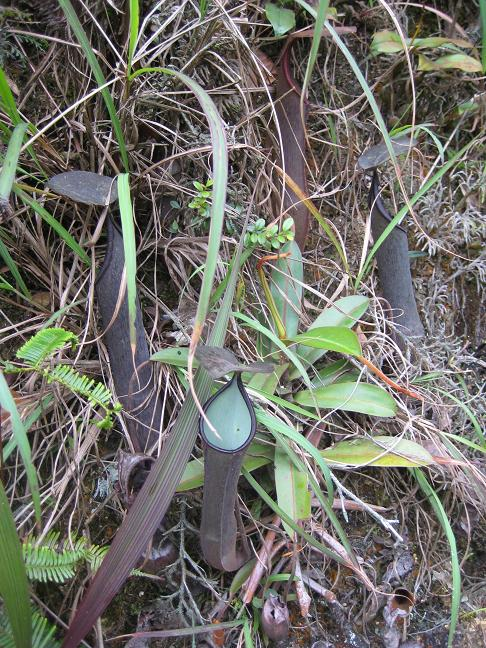
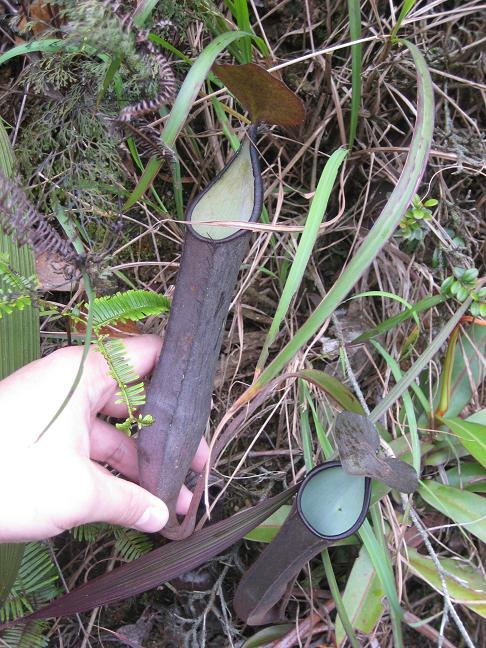
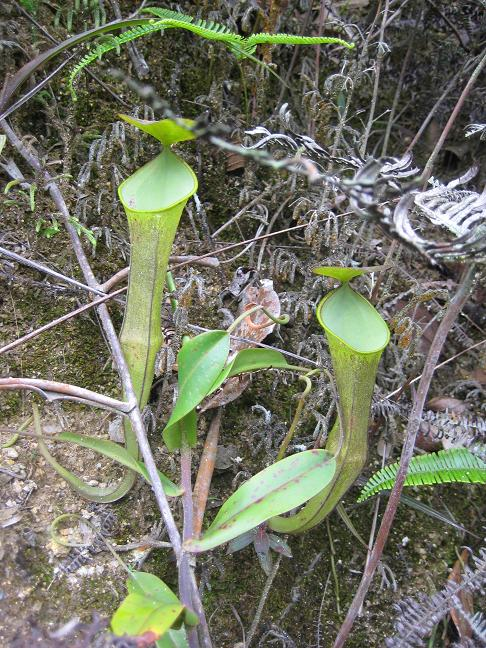
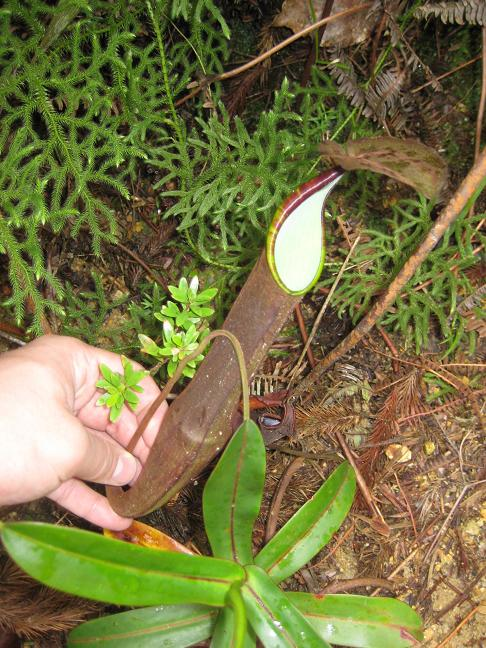